# Migmacastor
Migmacastor procumbodens
Genre
Espèce
Migmacastor est un genre fossile de la famille des castoridés.
Le genre n'inclut qu'une seule espèce, Migmacastor procumbodens. Un seul spécimen a été reporté, un crâne datant probablement du tout début du Miocène au Nebraska.

## Systématique
Le genre Migmacastor et l'espèce Migmacastor procumbodens ont été décrits en 2003 par le paléontologue américain William W. Korth (d) et la paléontologue canadienne Rybczynski.

## Description
Les caractéristiques des incisives de Migmacastor indiquent qu'elles étaient utilisées pour creuser. D'autres castors aujourd'hui disparus, incluant le plus connu Palaeocastor, étaient eux aussi des animaux fouisseurs (creuseurs), mais Migmacastor est surement devenu un animal fouisseur indépendamment.

## Étymologie
Le nom binomial, Migmacastor, dérive du grec ancien μῖγμα, migma, migmatos, « mélange, mixture », et κάστωρ, kástôr, « castor ».
Son épithète spécifique, du latin procumbodens, « prostré, couché », se réfère à sa dentition.

## Publication originale
- (en) William W. Korth et Natalia Rybczynski, « A new, unusual castorid (Rodentia) from the earliest Miocene of Nebraska », Journal of Vertebrate Paleontology, SVP et Taylor & Francis, vol. 23, no 3,‎ 12 septembre 2003, p. 667-675 (ISSN 0272-4634 et 1937-2809, OCLC 238100068, DOI 10.1671/2371, lire en ligne).